# Maral Noshad Sharifi
Maral Noshad Sharifi (Teheran, 1989) is een Nederlandse journalist die sinds 2021 als Amerikacorrespondent van de Volkskrant werkt.
In 2023 werd Sharifi's debuut Citroeninkt gepubliceerd bij Uitgeverij Prometheus. Hiervoor won zij de Opzij Literatuurprijs.

## Publicatie
- Citroeninkt (2023) uitgeverij Prometheus ISBN 9789044655971

## Prijzen
- Opzij Literatuurprijs 2023 voor Citroeninkt
- Herman Wekker Prijs 2024[4]